# Токенов, Касым
Касы́м Токе́нов (каз. Қасым Төкенов, 1914 год, Акмолинская область, Российская империя — 1989, место смерти неизвестно) — колхозник, Герой Социалистического Труда (1948).

## Биография
Родился в 1914 году в Акмолинской области (ныне — Нуринский район, Карагандинская область, Казахстан). Происходит из подрода тока рода куандык племени аргын.
В 30-х годах XX столетия вступил в колхоз «Оркенди». В 1942 году был назначен звеньевым полеводческого звена.
В 1946 году полеводческое звено под руководством Касыма Токенова собрало с участка площадью 20 гектаров по 19,5 центнеров зерновых вместо запланированных 12 центнеров. В 1947 году звено собрало с участка площадью 10 гектаров по 22 центнера зерновых вместо запланированных 8 центнеров. За получение высоких урожаев пшеницы, ржи, хлопка в 1947 году удостоен звания Героя Социалистического Труда указом Президиума Верховного Совета СССР от 28 марта 1948 года с вручением ордена Ленина и золотой медали «Серп и Молот».
Умер в 1989 году.
Награды
- Герой Социалистического Труда (1948);
- Орден Ленина (1948).